# 小行星21464
小行星21464（21464 Chinaroonchai）是一颗绕太阳运转的小行星，为主小行星带小行星。该小行星于1998年4月21日发现。

## 轨道参数
小行星21464的轨道半长轴为2.2843503 UA，离心率为0.202。